# Anna Radzanowska
Anna Radzanowska, Anna Uhnowska herbu Prawda (zm. po 1478) – córka wojewody bełskiego Zygmunta z Radzanowa, Uhnowa, żona księcia warszawskiego Bolesława V.

## Życiorys
Jan Długosz w swoich Rocznikach czyli Kronikach sławnego Królestwa Polskiego błędnie nazywa Annę córką Pawła Hunowskiego. Nowsza historiografia ustaliła jednak, że ojcem Anny był Zygmunt z Radzanowa, Uhnowa, chorąży płocki w latach 1443–1464 oraz wojewoda bełski w latach 1465–1470. Imię odziedziczyła ona po swojej ciotce Annie, córce wojewody bełskiego Pawła z Radzanowa, która poślubiła Jana z Sopuszyna. Zgodnie z relacją Jana Długosza, w Annie zakochał się książę warszawski Bolesław V. Małżeństwo Radzanowskiej z przedstawicielem dynastii Piastów doszło do skutku 20 lipca 1477. Prawdopodobnie było ono powiązane z chęcią usamodzielnienia się Bolesława V, który dzielił władzę w księstwie mazowieckim ze swoimi braćmi. 
Po ślubie z Anną Radzanowską Bolesław V, dzielący dotychczas kancelarię ze swoim młodszym bratem Januszem II utworzył własną, na której osadził na początku 1478 brata swej małżonki, podstolego płockiego Jana Radzanowskiego. Jeszcze w 1478 doszło jednak do odwołania kanclerza Radzanowskiego ze stanowiska, co wiązało się najprawdopodobniej z porzuceniem Anny przez księcia. Do zerwania małżeństwa Anny i Bolesława doszło zapewne przed październikiem 1478, kiedy to doszło do załatwienia sporów pomiędzy Bolesławem V a jego bratem Konradem III Rudym. 
Losy wojewodzianki po rozstaniu z Bolesławem nie są znane. Jej małżeństwo z księciem Bolesławem było bezpotomne.